# 無粘性流
無黏性流（英語：inviscid flow）是指沒有黏度的理想流體產生的流場。
無黏性流的黏度趨近於零，因此雷諾數會趨近無限大。若忽略黏滯力時（就像無黏性流的情形），描述流體力學的纳维-斯托克斯方程會簡化成欧拉方程。簡化後欧拉方程可以適用於無黏性流，前提是流體的黏度低，雷諾數遠大於1。利用欧拉方程可以求解許多低黏度時的流體力學問題。但是，若在固體邊界附近的流場（邊界層），或是有明顯速度梯度的流場（速度梯度是因為黏滯力造成的），黏度可以忽略的假設就不適用了。
超流体的流場就是無黏性流。
無黏性流又可以再分類為無旋性的位流，以及有旋性的無黏性流。

## 雷諾數
雷諾數（Re）是常用在流體力學以及工程上的無因次量。最早是由乔治·斯托克斯在1850年提出，後來阿諾·索末菲在1908年為此概念命名，之後因為奥斯鲍恩·雷诺而為大家所知。雷諾數的公式如下：
{\displaystyle Re={l_{c}v\rho  \over \mu }}
| 符號                  | 說明     | 單位  | 單位 |
| --------------------- | -------- | ----- | ---- |
| {\displaystyle l_{c}} | 特徵長度 | m     |      |
| {\displaystyle v}     | 流體速度 | m/s   |      |
| {\displaystyle \rho } | 流體密度 | kg/m3 |      |
| {\displaystyle \mu }  | 流體粘度 | Pa*s  |      |

雷諾數代表流體中慣性力相對於粘滯力的比例，在判斷粘滯力的相對重要程度時相關有用。無粘性流中粘滯力為0，因此雷諾數為無限大。若粘滯力可忽略時，雷諾數遠大於1。此時，可以假設是無粘性流，以簡化流體動力學的問題。

## 無黏性流不適用的情形
許多的流場中黏滯力的影響很小，可以近似為無黏性流，但在許多情形下，無法省略黏滯力的影響。在流場邊界附近因為有邊界層，即使黏度很小，會增強黏滯力的效果。在一些高雷諾數的流場中也會出現紊流，是能量被黏滯力耗散之前，轉換為越來越小幅度運動的現象。

## 文獻
- Clancy, L.J. (1975), Aerodynamics, Pitman Publishing Limited, London.  ISBN 0-273-01120-0
- Kundu, P.K., Cohen, I.M., & Hu, H.H. (2004), Fluid Mechanics, 3rd edition, Academic Press. ISBN 0-12-178253-0, ISBN 978-0-12-178253-5